# 宮坂珠理
宮坂 珠理（みやさか しゅり、1974年2月8日 - ）は、メディア・スタッフ所属のフリーアナウンサー。
元TBC東北放送アナウンサー→ぷろだくしょんバオバブ所属声優。

## 来歴
東京都板橋区出身、趣味はゴルフ、サックス演奏、英語通訳。イギリスで高校生活を送ったのち帰国、横浜国立大学経済学部国際経済学科卒業。1997年4月東北放送に入社、2001年9月に退社。
退社後ぷろだくしょんバオバブに所属し声優も経験した。

## 担当番組
東北放送時代
- TBCニュースウェーブ- キャスター（テレビ）ほか
- エクスプレス（TBSテレビ、宮城県からの中継リポーター）
- RADIO倶楽部スーパーサタデー（ラジオ）

フリー転向後
- Round Up World Now!- アシスタント（ラジオたんば）
- フジテレビ系連続ドラマ
  - できちゃった結婚
  - ロング・ラブレター〜漂流教室〜（いずれもインタビュアー）
  - ウエディングプランナー SWEETデリバリー（番宣ナレーション）
- デイリーニュース（JCNコアラ葛飾）
- 報道ニュース（NACK5）